# Polyrhaphis armiger
Polyrhaphis armiger là một loài bọ cánh cứng trong họ Cerambycidae.